# Suzanne et les Vieillards (Rubens)
Pour les articles homonymes, voir Suzanne et les Vieillards (homonymie).
Suzanne et les Vieillards est une peinture à l'huile sur toile réalisée en 1607 par l'artiste flamand Pierre Paul Rubens. La toile est conservée à la Galerie Borghèse à Rome. 
Il en existe une autre version, de 1608, à l´académie royale des Beaux-Arts Saint-Ferdinand, à Madrid.
Le thème pictural est celui de Suzanne et les Vieillards, relatée dans un chapitre deutérocanonique du livre biblique de Daniel.